# Sparrendach

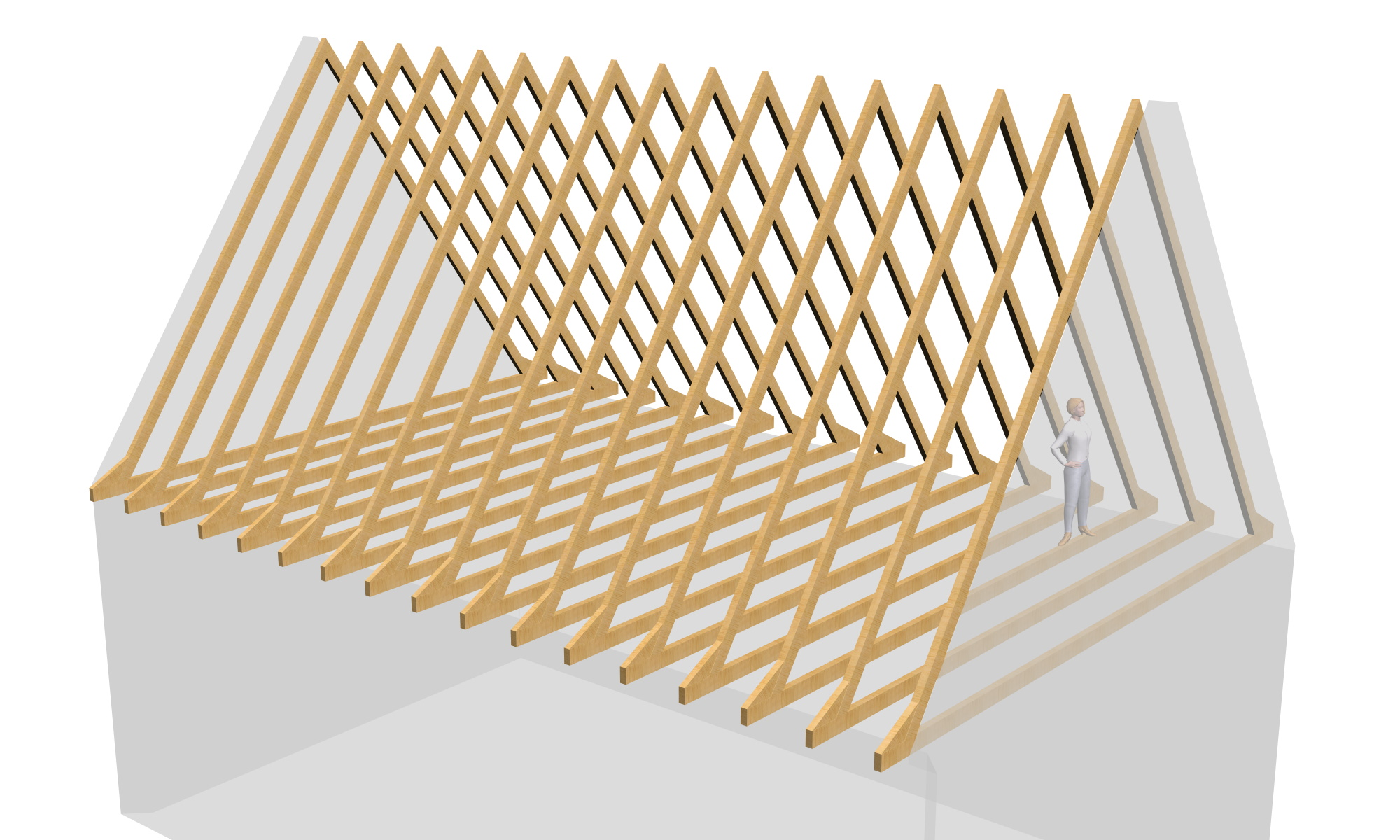
Sparrendach in traditioneller Bauweise mit Versatz und Aufschiebling, die Bundbalken des Sparrendreiecks bilden zugleich die Holzbalkendecke

Das Sparrendach ist eine traditionelle Dachkonstruktion zur Herstellung eines geneigten Daches. Jeweils zwei Sparren sind am First zu einem Sparrenpaar („Gebinde“) verbunden und stützen sich am Fußpunkt auf dem Binderbalken (Bundbalken, Dachbalken) ab, mit dem sie das Gespärre (Sparrendreieck) bilden.
Anstelle von Balkendecken werden heute vermehrt Stahlbetondecken eingesetzt, bei denen der Sparrenfuß zur Aufnahme der auftretenden Horizontalkräfte auf einem Betonwiderlager oder einer mit der Decke verdübelten Fußschwelle ruht.
Im Gegensatz zum Pfettendach kommt das Sparrendach ohne weitere Abstützungen wie Pfetten und Stielen (Pfosten) aus. Zur Aussteifung bedarf es bei kleinen Dächern lediglich der Windrispen. Das einfache hölzerne Sparrendach wird vorzugsweise bei kleinen Gebäudetiefen von 7 bis 8 Metern und einer Dachneigung von ≥ 30° gebaut. Größere Dächer benötigen Kehlbalken, wodurch die Durchbiegung bei Wind- und einseitiger Schneelast verringert wird.

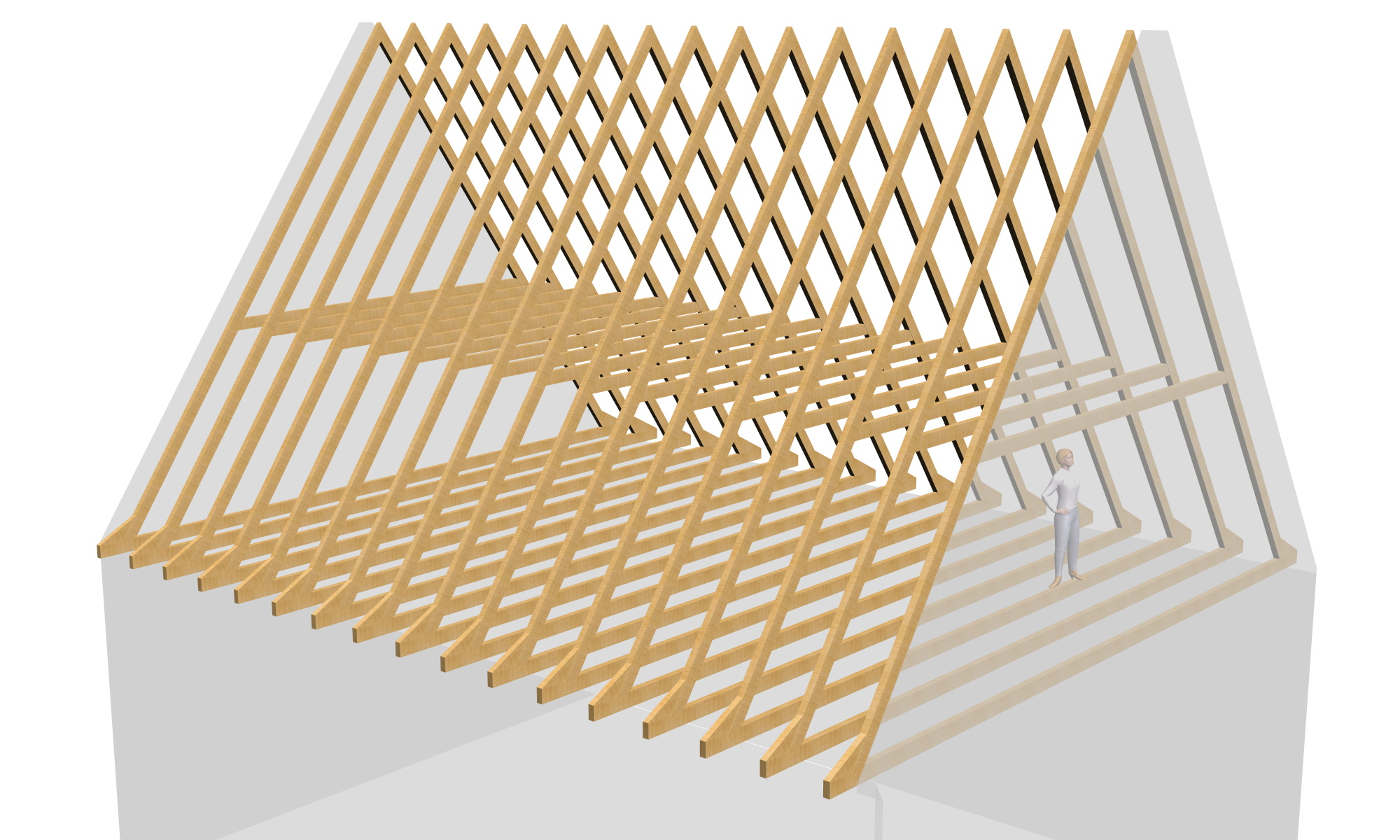
Kehlbalkendach, ist wie ein Sparrendach, nur zusätzlich mit Kehlbalken

Das Kehlbalkendach ist eine Weiterentwicklung des Sparrendaches. Die beiden Sparren eines Sparrenpaars stützen sich hierbei durch einen horizontal verlaufenden Kehlbalken gegeneinander ab. Dadurch lassen sich größere Spannweiten und stützenfreie Gebäudetiefen realisieren. Ein historisches Kehlbalkendach wurde oftmals mit einem liegenden oder stehenden Stuhl versehen, der bei intakter Konstruktion keine ständigen Lasten zu tragen hat, sondern die Durchbiegung bei Wind- und einseitiger Schneelast begrenzt und die Längsaussteifung herstellen kann.

## Geschichte
Das Sparrendach gilt als die älteste Form der Dachkonstruktionen in Mittel- und Nordeuropa. Um 1500 vor Chr. kamen im nördlichen Mitteleuropa und südlichen Nordeuropa dreischiffige Wohnstallhäuser auf, die ohne die mittlere Pfostenreihe errichtet wurden, welche bis dahin die Firstpfette getragen hatte. Verwendet wurden nun Sparrendächer mit einer Folge von Gebinden aus je zwei Sparren und einem Binder, die ohne Pfetten auskommen.
Mit größeren Spannweiten wurden die Konstruktionen verfeinert. Kehlbalken verminderten die Biegelast der Sparren (s. o.), Hängesäulen diejenige der Binderbalken. Größere und steilere Dächer waren höherem Winddruck ausgesetzt, was Längsversteifungen erforderte (etwa in Form eines (Dach-)Stuhls).
Im Verlauf des 19. Jahrhunderts wurden Sparrendächer in Deutschland vielfach wieder durch das Pfettendach verdrängt. Kehlbalkendächer wurden nur noch mit Unterstützung durch einen stehenden Stuhl gebaut.
Etwa ab 1940 gab es Bestrebungen, auf Basis statischer Berechnungen eine einfache und holzsparende Bauweise zu ermöglichen. In diesem Zusammenhang erlangte das Sparren- und Kehlbalkendach wieder größere Bedeutung. Nach dem Zweiten Weltkrieg wurden in Deutschland viele Einfamilienwohnhäuser mit Kehlbalkendach errichtet.

## Konstruktion

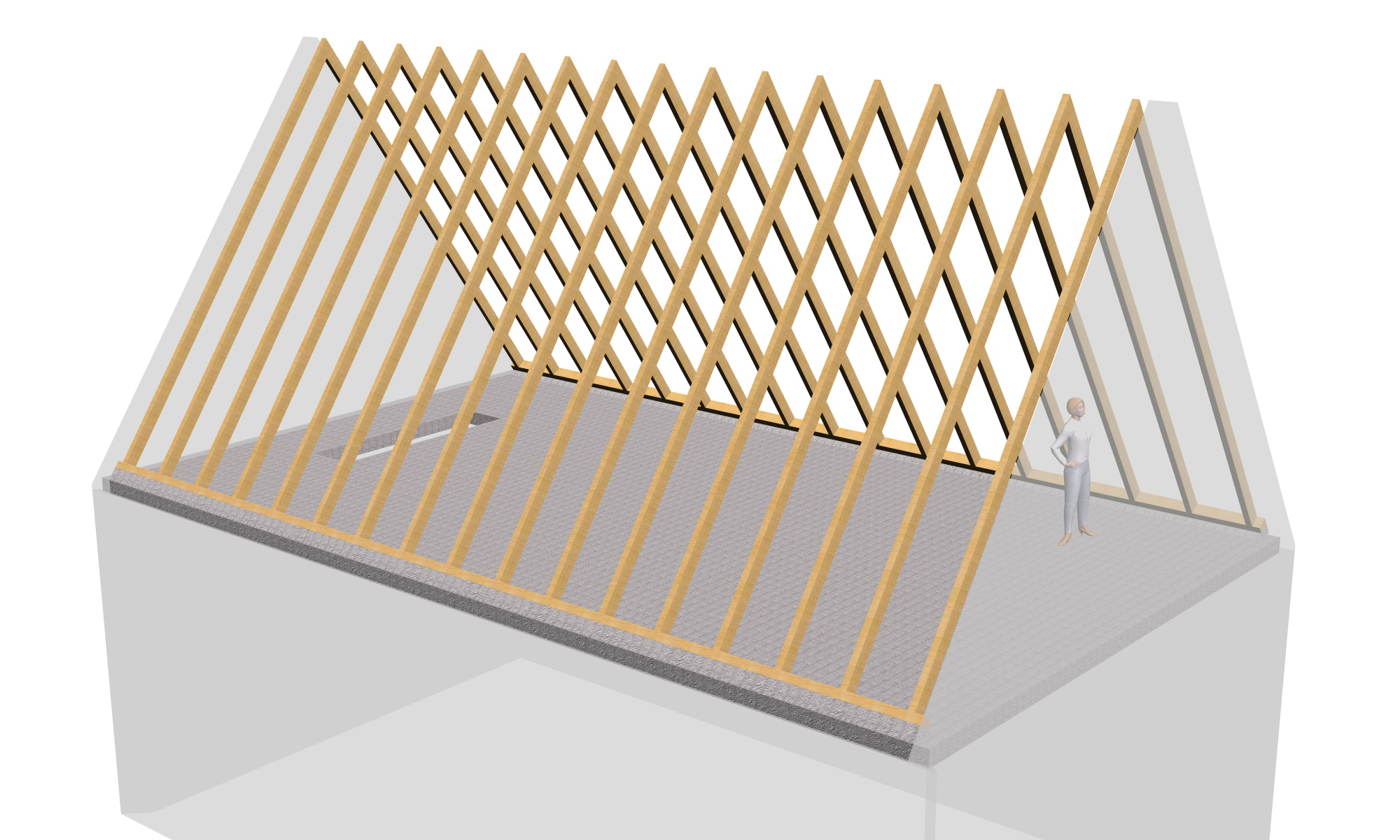
Sparrendach mit Stahlbetondecke

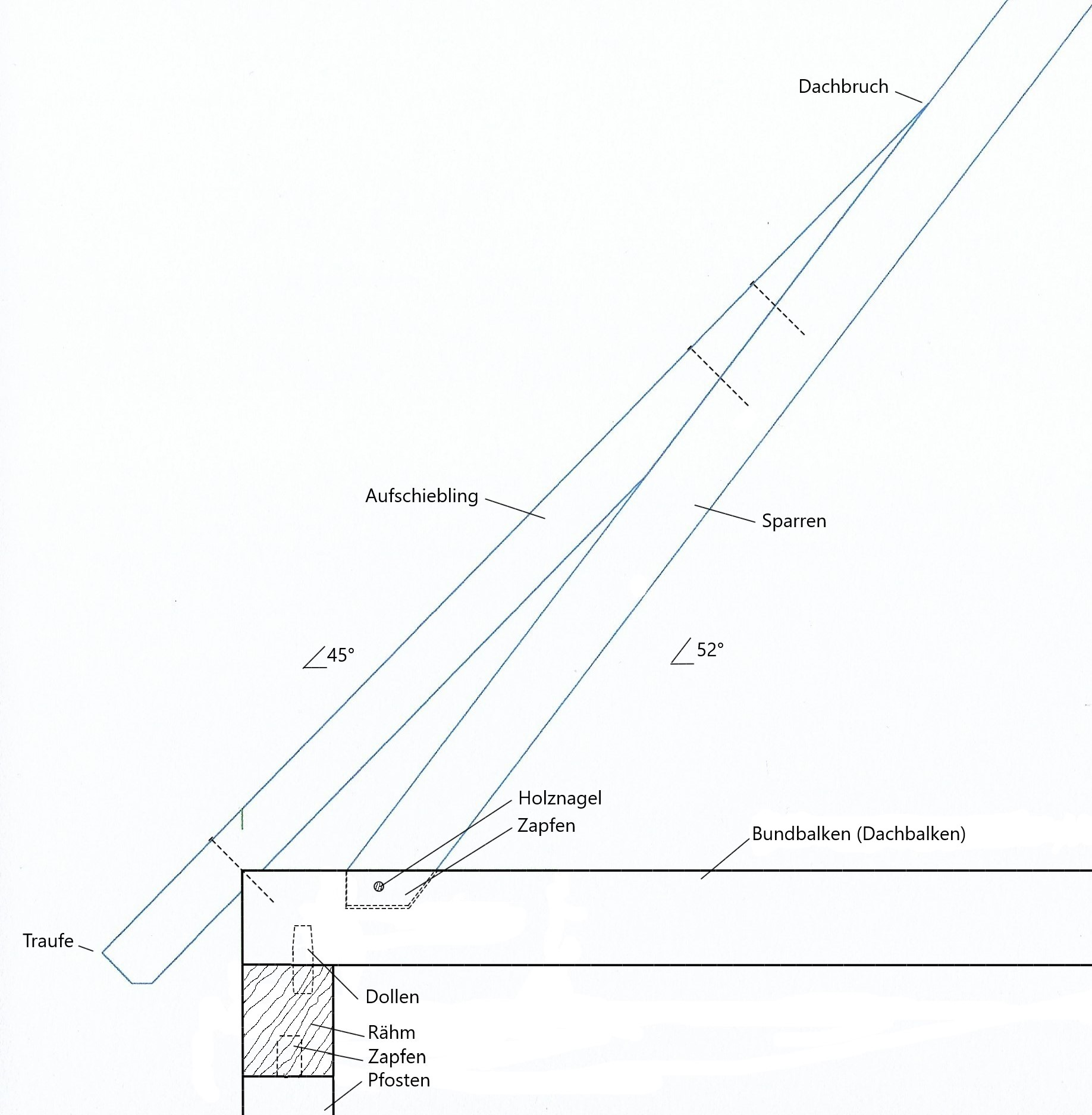
Fußpunkt eines historischen Sparren- und Kehlbalkendachs mit Aufschiebling

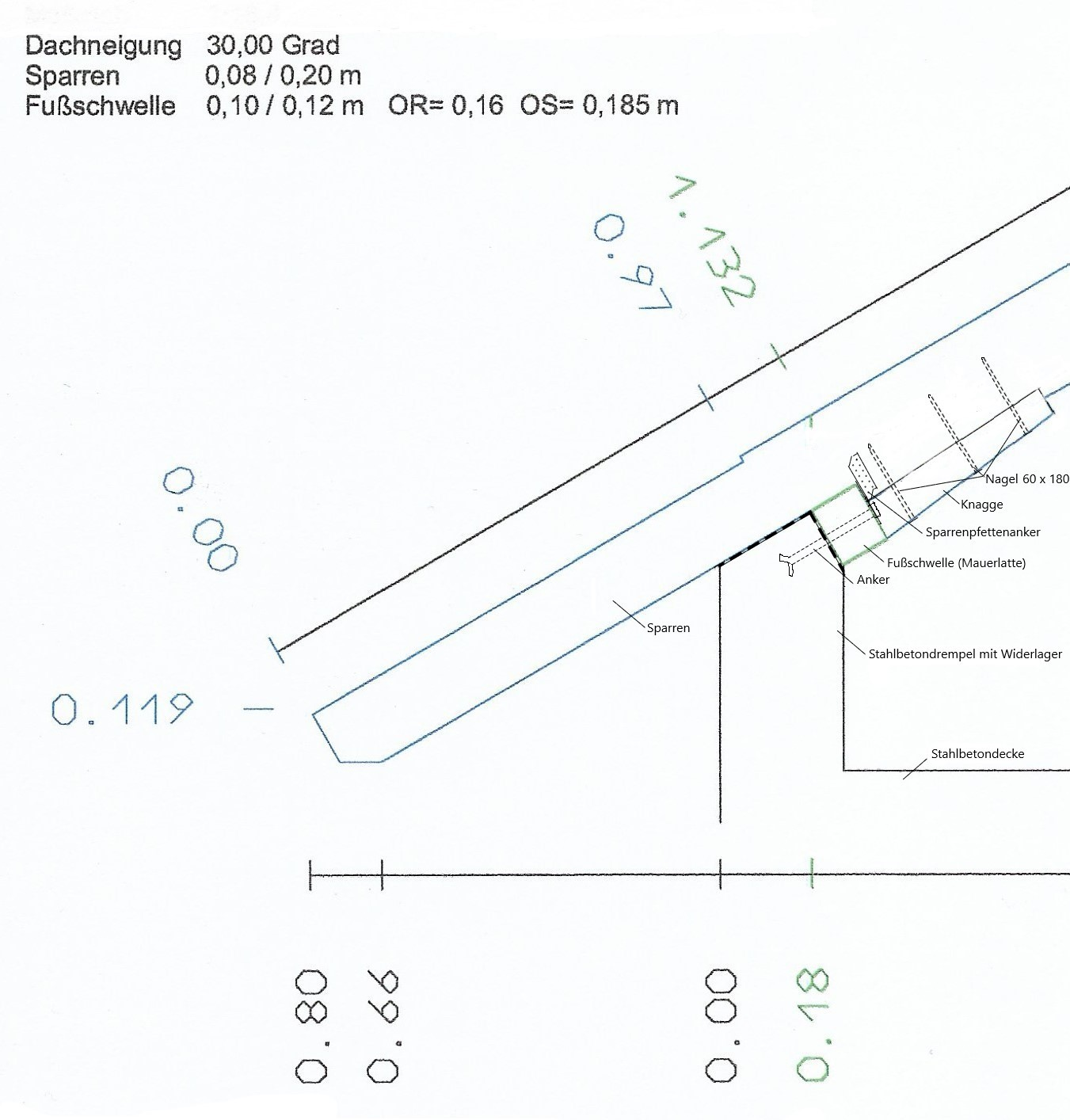
Ein über dem Drempel durchlaufender Sparren bildet einen Dachüberstand aus. Ausgeklinkter Sparren und angenagelte Knagge stützen sich an Fußschwelle (Mauerlatte) und Stahlbetondecke ab, eine typische Konstruktion im Geschosswohnungsbau ca. 1965–85. Der Absatz auf der Oberseite des Sparrens ermöglicht die bündige Auflage einer Dachschalung, welche die Dachuntersicht bildet.

Das hölzerne Sparrendach beziehungsweise Kehlbalkendach besteht aus mehreren hintereinander in Firstrichtung gestaffelten Paaren aus Sparren. Diese Sparrenpaare (Gebinde) bilden zusammen mit Dachbalken, Deckenkonstruktion oder einer Verspannung jeweils einen Dreieckrahmen (Gespärre). Der Abstand der einzelnen Rahmen liegt heute meist zwischen 70 und 80 cm und sollte nicht größer als 90 cm sein.
Beim hölzernen Sparren- und Kehlbalkendach sind je zwei Sparren am Firstpunkt miteinander verbunden, beispielsweise durch einen Scherzapfen, eine Verblattung oder durch beidseitig montierte Laschen. Um die Montage der Sparren zu erleichtern, wird im First häufig ein Richtholz (auch Richtlatte) als Längsverband eingebaut. Dieses verbindet die Sparrenpaare in Längsrichtung. Zur Längsaussteifung der Dachkonstruktion werden weiterhin entweder hölzerne Windrispen,
 Windrispenbänder aus Metall, schräg verlaufende Schalbretter, Schalplatten oder ein (Dach-)Stuhl mit Kopfbändern eingesetzt.
Stehende Dachstühle entwickelten sich aus Arbeitsplattformen, die als Hilfsmittel beim Aufrichten der Sparrenpaare dienten und später teilweise auch die Längs- und Queraussteifung der Dachkonstruktion übernahmen.
In traditionellen Konstruktionen werden die Deckenbalken als waagerechte Verbindung und Zugband zwischen den beiden Sparrenfüßen eingesetzt und in dieser Funktion auch als Zerrbalken bezeichnet. In neuerer Zeit dient häufig eine Geschossdecke aus Stahlbeton als unterer Zugverband des Dreieckrahmens.
Die horizontal liegenden Balken, auf denen sich die Sparrenfüsse abstützen, bilden meist zugleich die Geschossdecke. Die Horizontalkräfte der Sparren wurden im frühen Mittelalter durch Blattverbindungen in die Zugbalken eingeleitet. Diese Konstruktion wurde zunächst durch Zapfenverbindungen ersetzt, nachfolgend durch einen Versatz (mit oder ohne Zapfen). Während bei der Verbindung mit abgestirnten Zapfen aber ohne Versatz auch ein bündiger Anschluss ausgeführt wurde, ragte der Dachbalken bei Versatzverbindungen mit Zapfen gewöhnlich über den Sparren hinaus. Dieser Überstand wird als Vorholz bezeichnet und hat in der Regel eine Länge von mindestens 20 cm. Um die Dachdeckung über dem Vorholz der Deckenbalken fortführen zu können, wird darauf ein Aufschiebling mit geringerer Neigung als der Sparren montiert. Dadurch ergibt sich der charakteristische Knick in der Dachdeckung über dem Traufbereich der meisten traditionellen Sparren- und Kehlbalkendächer. Um die überstehende Vorholzlänge verringern zu können, wurde manchmal der Fersenversatz gewählt. Gelegentlich wurden unter die Sparren gesetzte Knaggen verwendet, um die Sparren über den Kontaktpunkt mit den Zugbalken hinaus fortführen zu können, wodurch sich wie beim Pfettendach eine gleichmäßige Dachneigung vom First bis zur Traufe ergibt.
Bei neueren Konstruktionen dient eine Geschossdecke aus Stahlbeton als Zugband des Dreieckrahmens. Auch ein entsprechend ausgelegter Ringanker kann diese Funktion übernehmen. Die hölzernen Sparrenfüße münden auf einer Aufkantung der Betondecke oder auf der in der Decke verankerten Fußschwelle oder Mauerlatte. Teilweise wird der Sparren oder ein Teilquerschnitt des Sparrens über die Aufkantung und Gebäudeaußenwand hinaus geführt und bildet den Dachüberstand. Wird der gesamte Sparrenquerschnitt über den Auflagerpunkt hinausgeführt, dann erfolgt die Krafteinleitung in Schwelle oder Aufkantung über unterseitig an den Sparren befestigte Knaggen.

## Befestigung und Verankerung

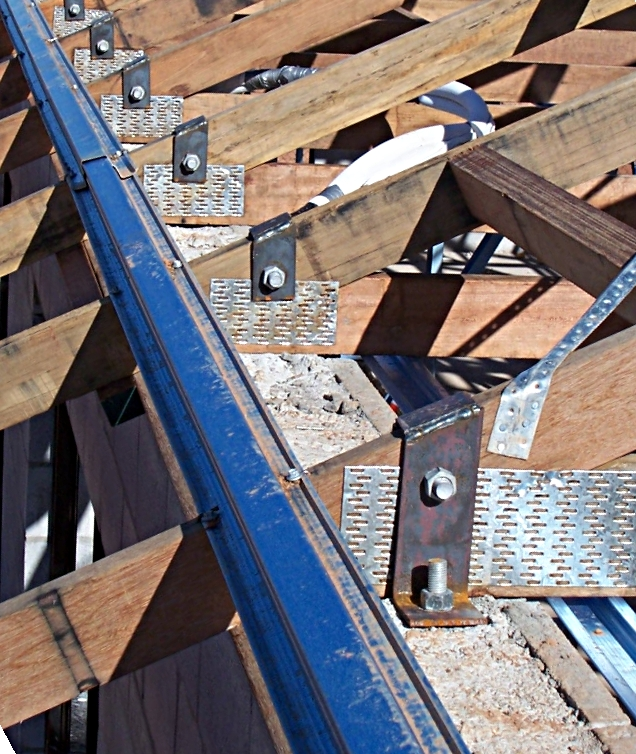
In hurrikangefährdeten Gebieten der USA werden die Sparren solide mit dem Ringanker verschraubt

Sämtliche Bauteile einer Dachkonstruktion wie Schwellen, Pfosten, Streben, Pfetten, Deckenbalken, Sparren sind gegen Abheben, besonders im Trauf- und Ortgangbereich untereinander zugfest zu verbinden. Verankerungen mit der Unterkonstruktion sind im Eckbereich, in Abständen ≤ 1 m und im Randbereich ≤ 2 m vorzunehmen. Das Gegengewicht von jedem Ankerpunkt muss mindestens 450 kg betragen.

## Tragsystem
Im traditionellen Holzbau wurden Sparren meist mit freier Länge von höchstens 4 Metern verbaut. Bei größeren Dächern wurden die Sparren mittig durch Kehlbalken, Mittelpfetten oder das Stuhlrähm eines Dachstuhls unterstützt. Kehlbalken alleine reichen oft nicht aus, um eine ausreichende Querstabilität zu erreichen.
Bei Standard-Konstruktionen mit Dachlatten oder horizontalen Schalbrettern betrug der Abstand der Sparren untereinander meist höchstens einen Meter. Binder wurden meist in jedem vierten Sparrenpaar und höchstens im Abstand von 5 Metern vorgesehen.

Statische Systeme Sparren- und Kehlbalkendach (verschieblich und unverschieblich) mit Belastungsbildern und Verformungslinien

Verschiedene Versatzverbindungen zwischen Sparren und Deckenbalken (traditioneller Holzbau)

### Sparrendach
Beim Sparrendach werden die Lasten ausschließlich von den Sparren aufgenommen und von diesen zu den Traufen hin abgeleitet. Die dortigen Auflager der Sparren müssen fest und unverschieblich ausgeführt sein. An den Traufen entsteht ein Horizontalschub, der von der obersten Geschossdecke (Holzbalkenlage oder Stahlbetondecke) aufgenommen wird. Die Höhe der entstehenden Zugkraft steigt mit geringer werdender Dachneigung. Für Dachneigungen unter 30° kommt ein Sparrendach daher kaum zum Einsatz.
Für die statische Funktion beziehungsweise für den Lastabtrag eines Sparrendaches ist die geschlossene Dreieckform Voraussetzung. Damit sind Unterbrechung der Sparren, zum Beispiel als Folge von Fensteröffnungen nur mit erhöhtem konstruktivem Aufwand in Form sogenannter Auswechselungen möglich. Durch einen Wechsel werden die dem unterbrochenen Sparren benachbarten Sparren (Wechselsparren) für den Lastabtrag herangezogen.

### Kehlbalkendach
Das Kehlbalkendach ist eine Sonderform des Sparrendaches. Dabei werden die einzelnen Sparrenpaare jeweils durch einen waagerechten Kehlbalken verbunden. Diese Konstruktion reduziert die Durchbiegung der Sparren unter Last. Es können größere Spannweiten beziehungsweise Gebäudetiefen realisiert werden als sie mit dem einfachen Sparrendach möglich sind.
Durch die Kehlbalkenlage ergibt sich eine zusätzliche konstruktive Ebene im Dach, welche bei ausreichender Stehhöhe die nutzbare Fläche im Dachraum erhöhen kann.
Ebenso kann die Kehlbalkenlage als oberste Geschossdecke über dem ausgebauten Dachgeschoss dienen, wenn die resultierende Raumhöhe für die angestrebte Nutzung ausreicht.
Kehlbalken wurden traditionell über Zapfenverbindungen oder Weißschwanzblatt mit den Sparren verbunden. Heute werden sie überwiegend mit Laschen oder Lochplatten an die Sparren angeschlossen oder die Verbindung wird als Zange ausgeführt (Kehlzange).
Nach dem Tragverhalten wird unterschieden zwischen Kehlbalkendach mit verschieblichem Kehlbalken und Kehlbalkendach mit unverschieblichem Kehlbalken.
Als unverschieblich werden Kehlbalken bezeichnet, die durch horizontale Bauelemente mit Scheibenwirkung miteinander verbunden werden, so dass sich die Sparrenpaare bei einseitiger Belastung gegenseitig abstützen. Durch die horizontale mittige Abstützung der Sparrenpaare bilden die Sparren Zweifeldträger.
Der Verbund kann beispielsweise durch die Verlegung von Brettern oder Platten auf der Kehlbalkenlage hergestellt werden, die eine steife Scheibe (Kehlscheibe) bilden. Um Unverschieblichkeit der Kehlbalkenlage bei Wind- und einseitiger Schneelast zu gewährleisten, muss diese Scheibe dann wiederum in den Giebel- oder Querwänden oder durch ein Sprengwerk rückverankert werden. Das Kehlbalkendach mit unverschieblichem Kehlbalken gilt als eine wirtschaftliche Konstruktionsvariante.
Die Kehlbalken können auch durch Stühle unterstützt sein. Der horizontale Balken unter den Kehlbalken wird als Stuhlpfette oder auch Stuhlwandpfette bezeichnet. In der Regel werden beide Enden der Kehlbalken jeweils unter der Verbindungsstelle mit dem Sparren durch eine Stuhlpfette abgestützt, wodurch sich ein doppelt stehender Stuhl ergibt. Die statische Wirkung entspricht weitgehend der im oberen Abschnitt beschriebenen abgestützten Kehlscheibe. Seltener finden sich einfach bzw. dreifach stehende Stühle, welche die Kehlbalken nur mittig bzw. zusätzlich auch mittig abstützen.
Dachstühle dienen nicht in erster Linie dazu, die Dachlast aus den Kehlbalken abzutragen. Sie sorgen für die Quer- und Längsaussteifung des Daches und stützen das Dach dementsprechend insbesondere gegen Wind- oder einseitige Schneelasten ab.

## Vorteile und Nachteile
Gegenüber dem Pfettendach haben Sparren- und Kehlbalkendächer folgende Vorteile:
- Es sind keine Pfetten erforderlich.
- Sofern auf einen Dachstuhl verzichtet wird, ergibt sich ein stützenfreier Dachraum ohne Stiele (Pfosten), die auf der Decke und darunterliegenden Wänden aufstehen. Die Geschossgrundrisse können somit frei gestaltet werden.
- Die Bundbalken (Binderbalken) des Sparrendaches und zusätzlich die Kehlbalken des Kehlbalkendach können als Geschossdecken genutzt werden.
- Bei größerer Dachneigung ergibt sich ein vergleichsweise geringerer Holzverbrauch.

Nachteile sind:
- Die am Sparrenfuß auftretenden Horizontalkräfte lassen die Ausbildung eines Kniestocks (Drempels) nur zu, wenn diese Kräfte durch aufwändige zusätzliche Konstruktionen im Traufbereich aufgenommen werden.
- Der Abbund ist aufwändiger. Die notwendige kraftschlüssige Verbindung zwischen Sparren und Zugglied (Deckenbalken, Decke oder Spannelement) erfordert zusätzliche konstruktive Elemente etwa in Form einer robusten Holzverbindung oder eines Sparrenhalters, durch Nagelbleche oder durch die Ausbildung eines Fußpunkts auf einer Stahlbetondecke.
- In traditionellen Konstruktionen erforderte die Ausbildung eines Dachüberstands entweder (a) verlängerte Aufschieblinge oder (b) verlängerte Deckenbalken mit entsprechend langen Aufschieblingen oder (c) ein insgesamt vergrößertes, über die Außenwände hinausreichendes Sparrendreieck. (Beim Pfettendach müssen nur die Sparren über ihren unteren Auflagepunkt auf der Fußpfette hinauslaufen.)
- Die aufzunehmenden Horizontalkräfte verkomplizieren die Dachkonstruktion bei winkelförmigen Gebäudegrundrissen und machen größere Dachausschnitte schwierig. Auch bei Walmdächern sind die Horizontalkräfte zu berücksichtigen.
- Breite Dachgauben unterbrechen die Lastabtragung. Insbesondere im unteren Dachbereich sollten sie nicht breiter sein als zwei Sparrenfelder.
- Sofern kein Dachstuhl errichtet wird, müssen die Sparrendreiecke entweder am Boden zusammengefügt und mit dem Kran auf das Gebäude gehoben werden oder es wird eine Hilfskonstruktion benötigt. (Beim Pfettendach können die Sparren demgegenüber einfach auf den Pfetten abgelegt werden.)